# District de Karak
Le district de Karak (en ourdou : ضلع کرک) est une subdivision administrative de la province Khyber Pakhtunkhwa au Pakistan. Créé en 1982, le district de Karak est peuplé de 0,8 million d'habitants en 2023, surtout des Pachtounes de la tribu Khattak. C'est une région montagneuse et quasiment exclusivement rurale, située à proximité de l'Afghanistan.
Constitué autour de sa capitale Karak, le district est entouré par les districts de Hangu et de Kohat au nord, le district de Mianwali dans la province voisine du Pendjab à l'est, le district de Lakki Marwat au sud et enfin le district de Bannu et le Waziristan du Nord des régions tribales à l'ouest.

## Histoire
La région de Karak a été sous la domination de diverses puissances au cours de l'histoire, notamment le Sultanat de Delhi puis l'Empire moghol. Elle a ensuite été prise par l'Empire sikh en 1818, puis en 1848, elle est conquise par le Raj britannique. 
En 1947, Karak est intégré au Pakistan à la suite de la partition des Indes, bien que la zone ait longtemps soutenu le mouvement Khudai Khidmatgar qui s'était opposé au mouvement pour le Pakistan. Karak devient un district en 1982 alors qu'il était auparavant intégré au sein du district de Kohat.

## Géographie et ressources

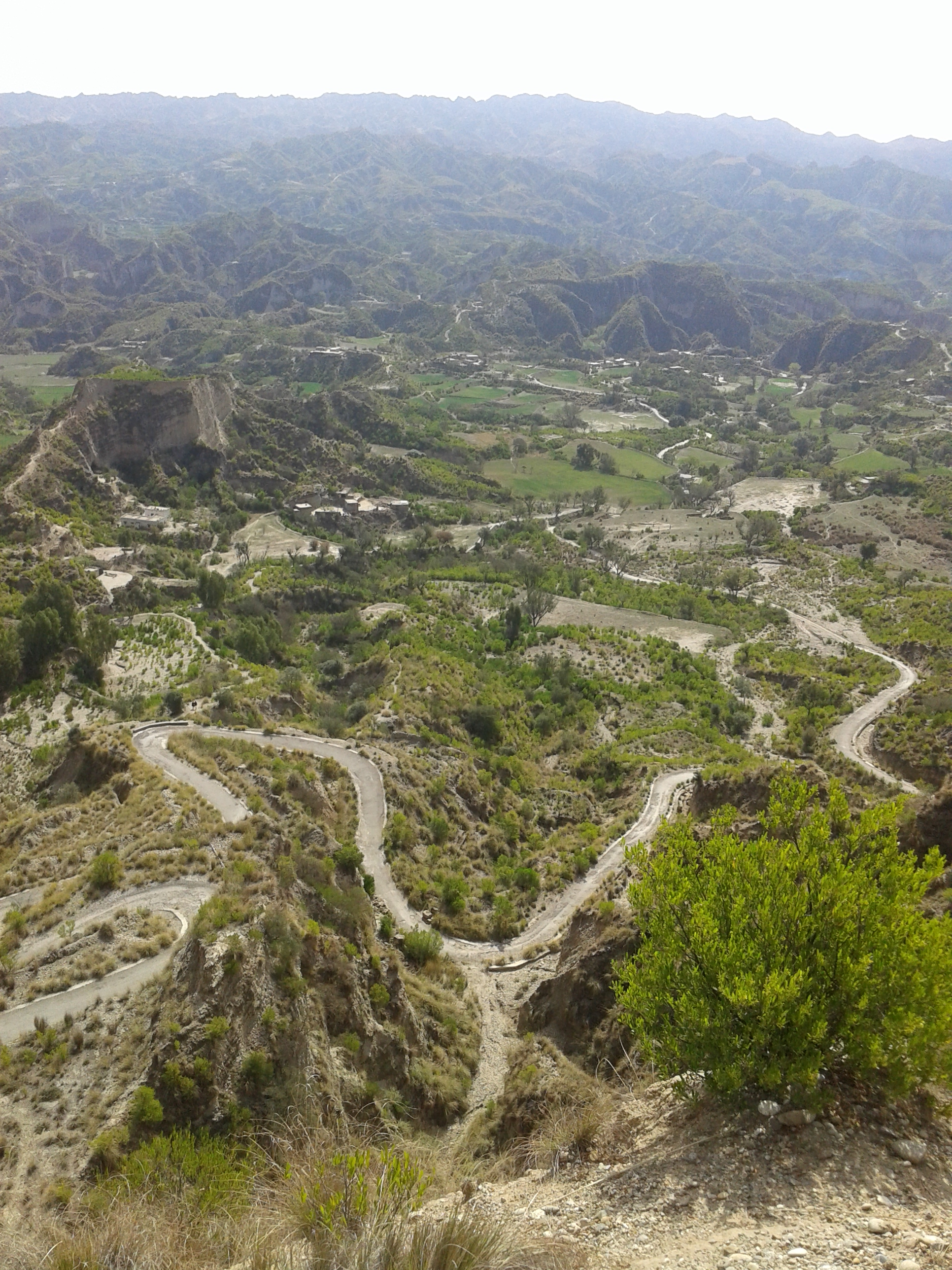
Paysage de Karak.

Le district de Karak est une région montagneuse, située à proximité des régions tribales frontalière avec l'Afghanistan.
Le district compte parmi les plus riches zones du Pakistan en termes de ressources en énergies fossiles. Près de 7 000 barils de pétrole et 2 500 mètres cubes de gaz y sont produits quotidiennement. Par ailleurs, une forte pollution des eaux en uranium a été mesurée dans le district, à proximité du projet de mine de Shanawa, faisant craindre des effets sur la santé de la population.

## Démographie
Lors du recensement de 1998, la population du district a été évaluée à 430 796 personnes, dont près de 6 % d'urbains. Le taux d'alphabétisation était de 42 % environ, légèrement inférieur à la moyenne nationale de 44 % mais largement supérieure à la moyenne provinciale de 35 %. Le taux se situe à 68 % pour les hommes et 18 % pour les femmes, soit un différentiel de 50 points, bien supérieur aux 23 points pour l'ensemble du pays et aux 32 points de la province de Khyber Pakhtunkhwa.
Le recensement suivant mené en 2017 pointe une population de 706 299 habitants, soit une croissance annuelle de 2,63 %, inférieure à la moyenne provinciale de 2,9 % mais supérieure à la moyenne nationale de 2,4 %. Le taux d'urbanisation n'augmente que légèrement, à 7 % mais l'alphabétisation progresse à 64 %, dont 84 % pour les hommes et 44 % pour les femmes.
D'après le recensement de 2023, la population atteint 815 878 habitants. L'alphabétisation progresse un peu, à 65 %, bien moins que la moyenne provinciale de 51 %, dont 84 % pour les hommes et 46 % pour les femmes.
La population du district est très majoritairement d'ethnie pachtoune puisque la langue pachto est parlée par plus de 99 % des habitants en 2023. Plus précisément, la tribu pachtoune Khattak domine le district, et parle un dialecte du pachto nommé « khattaka ».
La population du district est très largement musulmane à plus de 99 % de la population en 2023. Les minorités religieuses sont très faiblement représentées : plus de 2 300 chrétiens et moins de 100 des autres religions.

## Administration

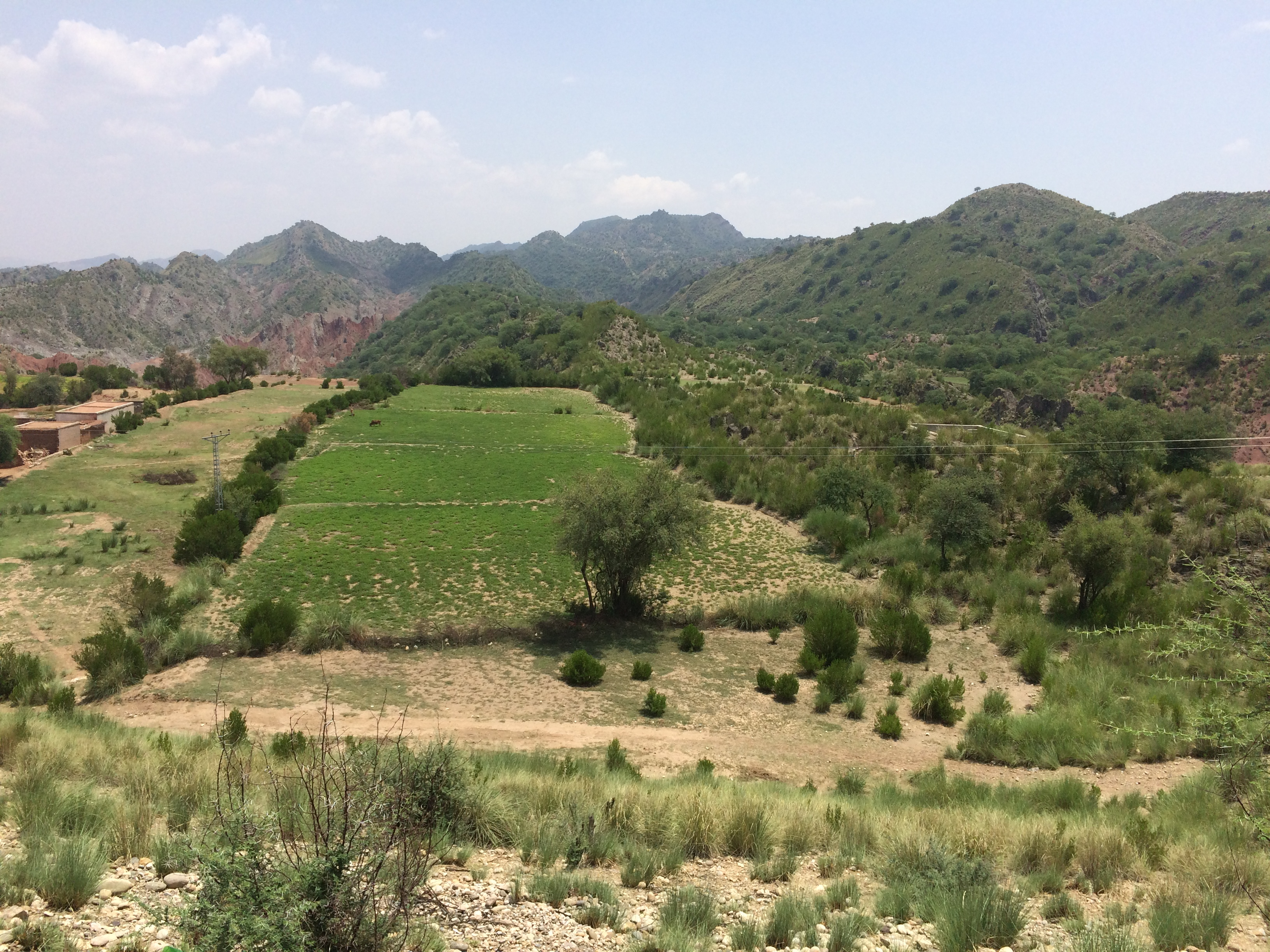
Paysage de Karak.

Le district est divisé en trois tehsils, Banda Daud Shah, Takht-e-Nasrati et Karak, ainsi que 23 Union Councils.
| Tehsil          | Population (rec. 2023) |
| --------------- | ---------------------- |
| Banda Daud Shah | 177 744                |
| Takht-e-Nasrati | 298 151                |
| Karak           | 339 983                |

Le district compte seulement une ville, la capitale Karak, qui regroupe à elle seule près de 7 % de la population totale du district et donc l'ensemble de la population urbaine, selon le recensement de 2023.
| Ville | Population (rec. 2023) |
| ----- | ---------------------- |
| Karak | 58 065                 |

## Insurrection islamiste
Le district, qui possède une frontière commune avec le Waziristan du Nord, est situé dans la zone du conflit armé du Nord-Ouest du Pakistan qui oppose les autorités aux insurgés talibans pakistanais (TTP). Le district a lui-même été victime de multiples attaques, notamment le 6 février 2025 quand le TTP attaque le poste de police de Bahadur Khel dans le nord district, et tue trois policiers.

## Politique
De 2002 à 2018, le district est représenté par les deux circonscriptions no 40 et 41 à l'Assemblée provinciale de Khyber Pakhtunkhwa. Lors des élections législatives de 2008, elles ont été respectivement remportées un indépendant et un candidat du Muttahida Majlis-e-Amal, et durant les élections législatives de 2013, par un candidat du Mouvement du Pakistan pour la justice et un indépendant.
Le militant des droits de l'homme Afrasiab Khattak est originaire de la province. Ancien membre du Parti communiste du Pakistan puis du Parti national Awami, il a été sénateur de 2009 à 2015.
Avec le redécoupage électoral de 2018, Karak est représenté par la circonscription no 34 à l'Assemblée nationale et par les deux circonscriptions no 85 et 86 à l'Assemblée provinciale. Lors des élections de 2018, elles sont remportées par deux candidats de la Muttahida Majlis-e-Amal et un du Mouvement du Pakistan pour la justice. 
| Parti                                       | Voix (national) | %       | Élus nationaux | Élus provinciaux |
| ------------------------------------------- | --------------- | ------- | -------------- | ---------------- |
| Mouvement du Pakistan pour la justice       | 77 270          | 39,63 % | 1              | 0                |
| Muttahida Majlis-e-Amal                     | 28 548          | 14,64 % | 0              | 2                |
| Parti du peuple pakistanais                 | 28 188          | 14,46 % | 0              | 0                |
| Autres partis                               | 33 172          | 17,01 % | 0              | 0                |
| Indépendants                                | 27 802          | 14,26 % | 0              | 0                |
| Total exprimés (participation : 49,69 %)    | 194 980         | 100 %   | 1              | 2                |
| Source : Commission électorale du Pakistan. |                 |         |                |                  |